# RV Clifford A. Barnes
Le RV Clifford A. Barnes était un navire océanographique appartenant à la Fondation nationale pour la science (NSF) et opérant dans le cadre de la flotte de l'University-National Oceanographic Laboratory System (UNOLS).  L’école d’océanographie de l'Université de Washington exploite actuellement le navire dans le cadre d’un contrat conclu entre deux parties . Parmi les autres navires utilisés par l’Université de Washington figurent les navires RV Thomas G. Thompson (T-AGOR-23) et Wealander.

## Historique
Il a commencé son service au sein de United States Coast Guard en tant que USCGC Bitt (WYTL-65613) (en), un petit remorqueur portuaire brise-glace. Ce  cotre a été construit par Western Boat Building Co (en) en 1965 à Tacoma pour des opérations de brise-glace, des opérations de recherche et sauvetage et des interventions en cas de pollution. Il faisait partie des quinze unités de sa classe ordonnés par la Garde côtière des États-Unis. Il a été désarmé en 1982 et remis à la National Science Foundation, bien que les navires de sa classe restèrent en service pour l'USCG.

## Mission actuelle
La School of Oceanography de l'Université de Washington l'utilise  pour la recherche océanographique et halieutique dans les eaux littorales protégées de Washington et de la Colombie-Britannique. Le navire sert de plate-forme de recherche sur le système de fjord du Puget Sound et les plans d’eau environnants. Le navire dispose d'un petit espace scientifique, de deux treuils et d'une grue et peut accueillir jusqu'à six ou huit scientifiques et étudiants. Les croisières ne durent généralement qu'un jour, bien qu'elles peuvent durer parfois jusqu'à une semaine. 

## Avenir
Une inspection effectuée en octobre 2011 par la National Science Foundation a révélé que Barnes est toujours en bon état, mais ses capacités scientifiques et d'accostage limitées ont incité l'Université de Washington à rechercher un remplaçant. Bien que le navire de remplacement continue à opérer principalement dans et autour de Puget Sound, Jensen Maritime Consultants a été chargé d’établir des plans pour un navire qui offrira une vitesse de croisière plus rapide, une plus grande autonomie et un amarrage accru, entre autres améliorations. Cependant, la National Science Foundation a recommandé au RV Clifford A. Barnes de rester en service jusqu'en 2016. Il a été remplacé par le RV Rachel Carson en 2017.

### Note et référence
1. ↑  RV Clifford A. Barnes - Site School of Oceanography

- (en) Cet article est partiellement ou en totalité issu de l’article de Wikipédia en anglais intitulé « RV Clifford A. Barnes » (voir la liste des auteurs).